# جنورا استون
جنورا استون (انگلیسی: Genevra Stone؛ زادهٔ ۱۱ ژوئیهٔ ۱۹۸۵) قایقران روئینگ اهل ایالات متحده آمریکا است.